# Bakovci
Bakovci (madžarsko Barkóc) so naselje v Mestni občini Murska Sobota.

## Izvor krajevnega imena
Prvotno Balkovci, kot je še razvidno iz nekaterih srednjeveških zapiskov. V starih listinah se kraj prvič omenja leta 1323 kot Barkouch, 1428 Balkoch, 1436 Barkoch, 1455 Balkolcz in 1496 kot Barkowcz. Ivan Zelko piše, da so bili Bakovci v trajni lasti svobodnjakov (plemičev). Kralj Leopold I. je kraj Nagy-Barkocz (Velike Bakovce) leta 1690 daroval Petru pl. Berke. Iz tega kraja izvira tudi znamenita ogrska grofovska plemiška rodbina Barkoczy (kar pomeni Bakovski). Bakovci so bili skozi zgodovino kraj, ki je bil v lasti nižjeplemiških družin (prekmursko nemešnjaki). Nemešnjaške družine, ki so imele posestva ali pa so živele v Bakovcih so bile: Keresztury, Rosty, Szmodis, Berke, Nagy, Hoszutothy, Harczan, Bornemissza, Posfay (Polak), Adelffy, Novak, Lipniczky in Gombossy.